# George F. Shafer
George F. Shafer, född 23 november 1888 i Mandan, Dakotaterritoriet (i nuvarande North Dakota), död 13 augusti 1948 i Bismarck, var en amerikansk politiker. Han var den 16:e guvernören i delstaten North Dakota 1929–1932.
Shafer studerade vid University of North Dakota och arbetade sedan som advokat i North Dakota. Han var åklagare 1915–1919 och delstatens justitieminister (Attorney General of North Dakota) 1923–1929.
Delstatens guvernör Walter Maddock ställde upp för omval i guvernörsvalet 1928. Han hade tillträtt ämbetet efter Arthur G. Sorlies död i augusti 1928. Maddock hade kommit till ämbetet som republikan men representerade också Nonpartisan League. Den högerorienterade organisationen Independent Voters Association (IVA) fungerade som en motkraft till NPL i North Dakota under mellankrigstiden. Republikanerna nominerade IVA:s kandidat Shafer, medan Maddock överraskande accepterade Demokratiska partiets kandidatur. Shafer vann valet med omval två år senare. Han efterträddes 31 december 1932 som guvernör av William Langer.
Shafer avled 1948 och gravsattes på Saint Marys Cemetery i Bismarck.